# Nazzareno Guasso
Nazzareno Guasso (Torino, 22 agosto 1933 – Rivoli, 4 ottobre 2009) è stato un politico italiano, eletto nella VII legislatura alla Camera dei deputati nel gruppo del Partito Comunista Italiano.

## Biografia
Consigliere comunale della sua città natale negli anni settanta, fece parte della giunta presieduta dal sindaco Diego Novelli, ricoprendo il ruolo di assessore. Segretario regionale del suo partito, fu consigliere regionale ed eletto successivamente alla Camera.

## Vita privata
Sposato, ebbe un figlio